# Universidad Nacional de México, Autónoma
La Universidad Nacional de México, Autónoma, también llamada Universidad Nacional Autónoma, es el nombre con que funcionó la actual Universidad Nacional Autónoma de México (UNAM) desde que obtuvo su autonomía por medio de la ley orgánica promulgada el 10 de julio de 1929, publicada y puesta en vigor el 26 de julio de 1929, hasta que fue abrogada por otra ley orgánica publicada en el Diario Oficial el 23 de octubre de 1933 que le cambió el nombre a la instución por el de Universidad Autónoma de México.
Tras la expedición de una nueva ley orgánica en 1945 la Universidad obtuvo el nombre que hoy ostenta.

## Autónoma pero no tanto
Esta autonomía no fue plena, ya que existían diversos mecanismos en las que intervenía el Estado Mexicano al interior de la Universidad. Por un lado, el presidente de la República formulaba la terna de candidatos de entre quienes el Consejo Universitario eligiría a su rector, además de que podía interponer veto a las decisiones del Consejo Universitario. Por otro lado, el Consejo Universitario tenía un asiento para un delegado de la Secretaría de Educación Pública con voz. Sumábase que la Universidad tenía que entregar un informe de labores al Presidente de la República, al Conegreso de la Unión y a la Secretaría de Educación Pública; que la Contraloría de la Federación podía intervenir en la comprobación de gastos de la Universidad; y que los empleados universitarios eran considerados empleados federales.